# Svjetsko prvenstvo u vaterpolu 2025.
Svjetsko prvenstvo u vaterpolu 2025. održalo se u sklopu Svjetskog prvenstva u vodenim sportovima 2025. Natjecanje se održavalo od 11. do 24. srpnja 2025. u Singapuru u Singapore Sports Hubu.
Na prvenstvu je sudjelovalo 16 muških i 16 ženskih ekipa koje su predstavljale sve kontinente. Ruske ekipe su odsutne s ovih natjecanja zbog suspenzije svih ekipa iz te zemlje od sudjelovanja na međunarodnim sportskim natjecanjima zbog rata protiv Ukrajine.
Na prethodnom Svjetskom prvenstvu u vaterpolu 2024. naslov je osvojila Hrvatska, a druga je bila Italija nakon jedanaesteraca.

## Raspored Hrvatske
- Hrvatska - Kina 25:6
- Hrvatska - Crna Gora 13:11
- Hrvatska - Grčka 10:9
- Hrvatska - Mađarska 12:18 (četvrtfinale)
- Hrvatska - SAD 14:9 (za poredak od 5. - 9. mjesta)
- Hrvatska - Crna Gora 19:13 (za 5. mjesto)

### Sastav Hrvatske
| Ime i prezime     |
| ----------------- |
| Marko Bijač       |
| Mate Anić         |
| Josip Vrlić       |
| Luka Lončar       |
| Ivan Krapić       |
| Rino Burić        |
| Matias Biljaka    |
| Marko Žuvela      |
| Konstantin Harkov |
| Filip Kržić       |
| Franko Lazić      |
| Zvonimir Butić    |
| Ante Vukičević    |
| Loren Fatović     |
| Tin Brubnjak      |
| Ivica Tucak       |